# Navalón
Navalón es una pedanía en el término municipal de Enguera, en la provincia de Valencia, Comunidad Valenciana, España.

## Localización
- Situada a 776 m s. n. m. de altitud, junto a la rambla de Las Arenas (741 m s. n. m.), a 22 km al sudoeste de Enguera y a 92 km de Valencia. La aldea se encuentra enclavada en el corazón de la Sierra de Enguera rodeada por bosques de pinos, paisajes de singular belleza y un gran número de fuentes. Limita al N con el paraje de Los Altos, el término de Ayora y la zona de la Matea, al S con el término de Fuente la Higuera, al E con los Altos y al O con el término de Ayora.

- Su clima es mediterráneo-continental, frío en invierno, con heladas nocturnas y con precipitaciones a veces en forma de nieve. El clima es caluroso en verano en las horas centrales del día, con noches frescas y temperaturas mínimas habituales de 15 grados en julio y agosto.

- Puede accederse desde la carretera CV-590 entre Enguera y Ayora, o desde la autovía A-35 (Almansa-Xátiva) por Mogente o bien por Fuente la Higuera.

## Patrimonio

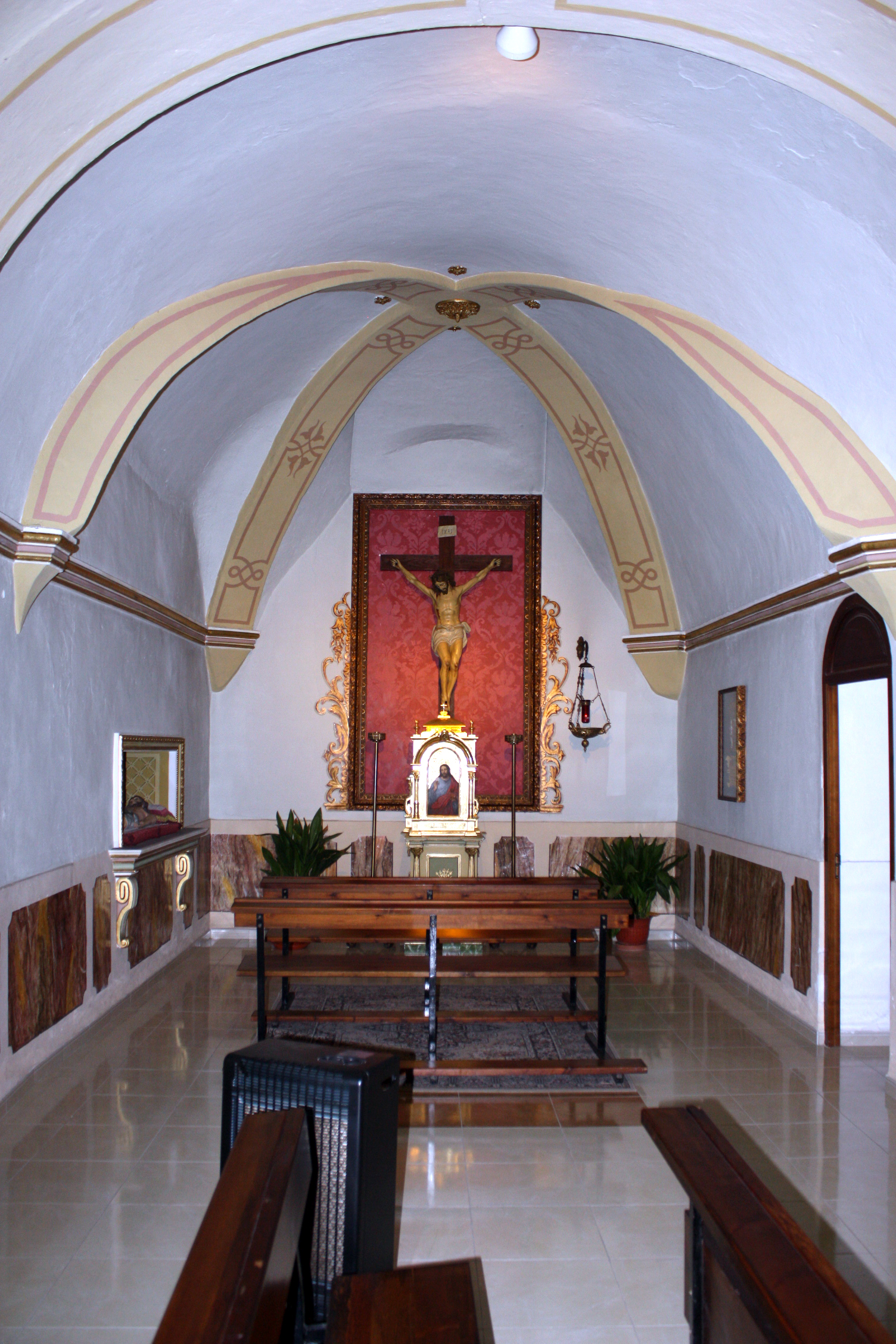
Interior de la iglesia de Ntra. Sra. de Belén, en Navalón, Enguera. Lado del Evangelio.

## Datos básicos
En el año 2015 había 61 habitantes según los datos oficiales del INE distribuidos en torno a ciento veinte casas, no todas ellas habitadas, y básicamente localizadas en las 60 viviendas de los dos núcleos principales de población separados por un kilómetro, llamados Navalón de Arriba y Navalón de Abajo y los siguientes caseríos: Casas de Requena, Benalaz, El Puntal, El Santich y los caseríos del Barranco de Boquilla.

## Demografía
| 2000 | 2002 | 2003 | 2004 | 2005 | 2006 | 2007 | 2009 | 2010 | 2011 | 2013 | 2015 | 2017 | 2023 |  |
| ---- | ---- | ---- | ---- | ---- | ---- | ---- | ---- | ---- | ---- | ---- | ---- | ---- | ---- |  |
| 89   | 94   | 89   | 98   | 92   | 84   | 86   | 85   | 84   | 83   | 70   | 61   | 64   | 75   |  |
| 37   | 39   | 42   | 46   | 42   | 36   | 36   | 36   | 38   | 36   | 28   | 17   | 19   | 17   |  |